# Timmelsjoch

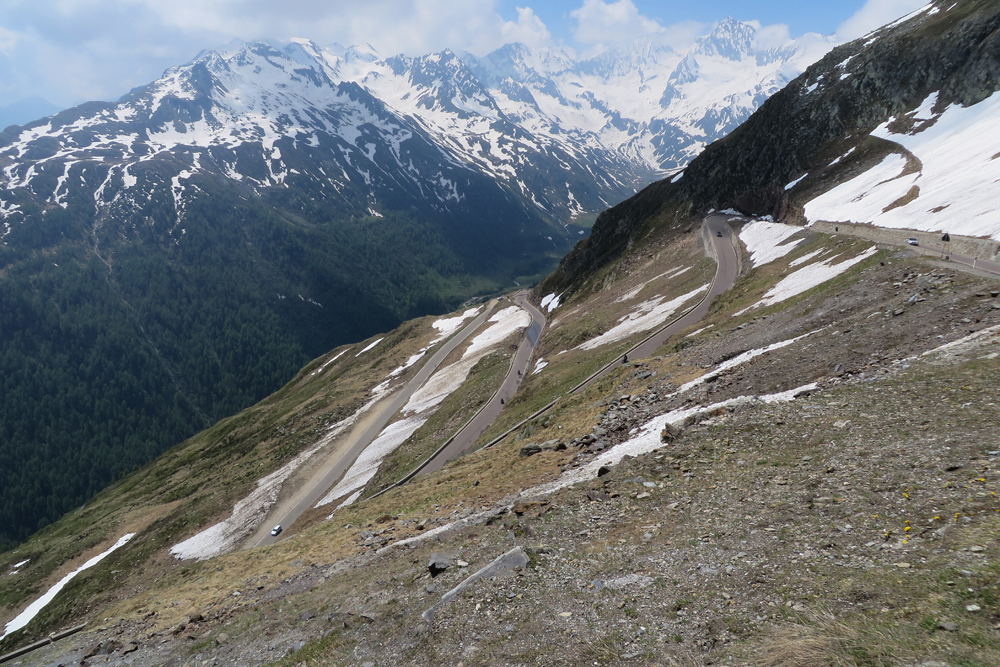
Pohled na italskou stranu

Timmelsjoch (italsky Passo del Rombo) je alpské silniční sedlo (2 474 m n. m.), nacházející se na hranicích Rakouska a Itálie. Silnice spojuje italskou obci Moos a rakouskou obci Hochgurgl. Vzdálenost z obce Moos do sedla je 22,5 km a z obce Hochgurgl do sedla je v 7,9 km.

## Historie
První doložená zmínka o názvu Timmelsjoch (Thymelsjoch) pochází z roku 1241, kdy tento název poprvé použil ve svém dopise hrabě Eschenlohe z Horního Bavorska. Starověká cesta byla jednou z mnoha takových tras v Tyrolsku. Nejen, že tyto cesty usnadňovaly obchodování, ale měly také velký společenský, kulturní, politický a náboženský význam. Cesta Timmelsjoch byla obzvláště důležitá. Nebyla sice nejjednodušší, ale byla nejkratší spojnicí údolí řeky Inn s městem Meran. Během středověku a raného novověku, zejména od konce 13. století až do počátku 15. století, vzkvétal místní obchod právě díky této cestě.
Druh zboží, se kterým se zde nejvíce obchodovalo, a který byl proto po této cestě nejvíce přepravován, byl len, zpracované maso, sádlo, víno, lihoviny a ocet. V neposlední řadě byl po této cestě také převáděn živý dobytek. Díky obtížnosti cesty byly právě zde položeny základy moderního alpinismu a není divu, že údolí Ötztal, je jednou z kolébek horolezectví.

## Výstavba dnešní silnice
První návrhy pro výstavbu silnice byly předloženy již v 19. století. V roce 1897 přijal tyrolský zemský sněm návrhy, na výstavbu několika cest přes horská sedla. Patřil mezi ně i návrh na výstavbu silnice přes Timmelsjoch.
Díky první světové válce však byly tyto návrhy odloženy. Počátkem roku 1950, vymyslel Angelus Scheiber plán stavby silnice přes Timmelsjoch, kdy stavbu s nadsázkou obhajoval tím, že severojižní spojení by lidem umožnilo v poledne lyžovat na ledovci v rakouském údolí Ötztal a již v odpoledních hodinách relaxovat v italském městě Meran. Výstavba silnice byla odstartována dne 30.10.1955, kdy byla pro tuto stavbu vytvořena speciální stavební společnost s názvem Timmelsjoch Hochalpenstraßen AG.

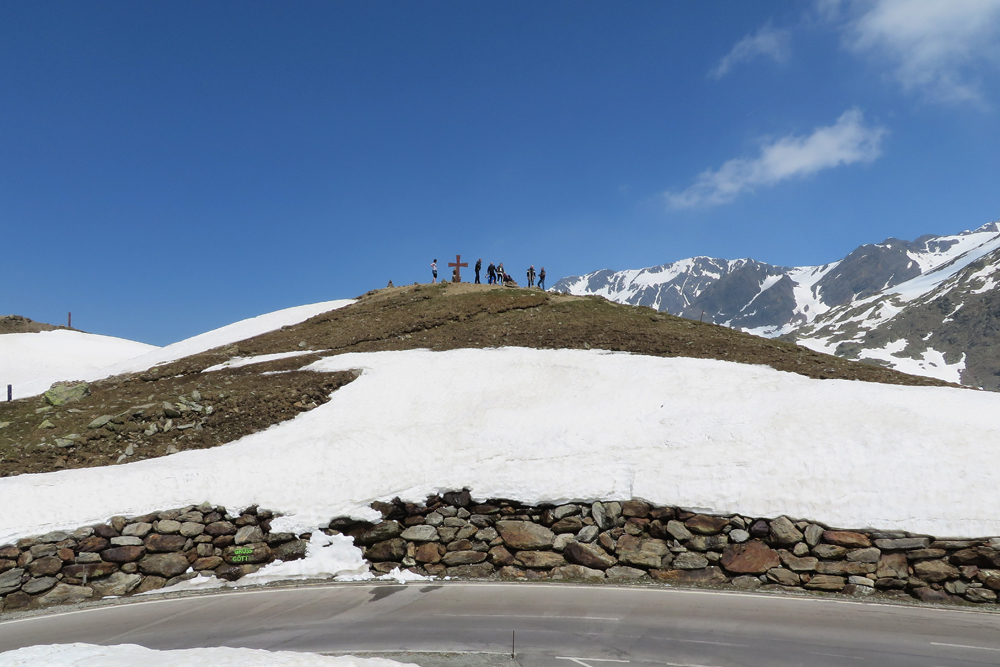
Na vrcholu...

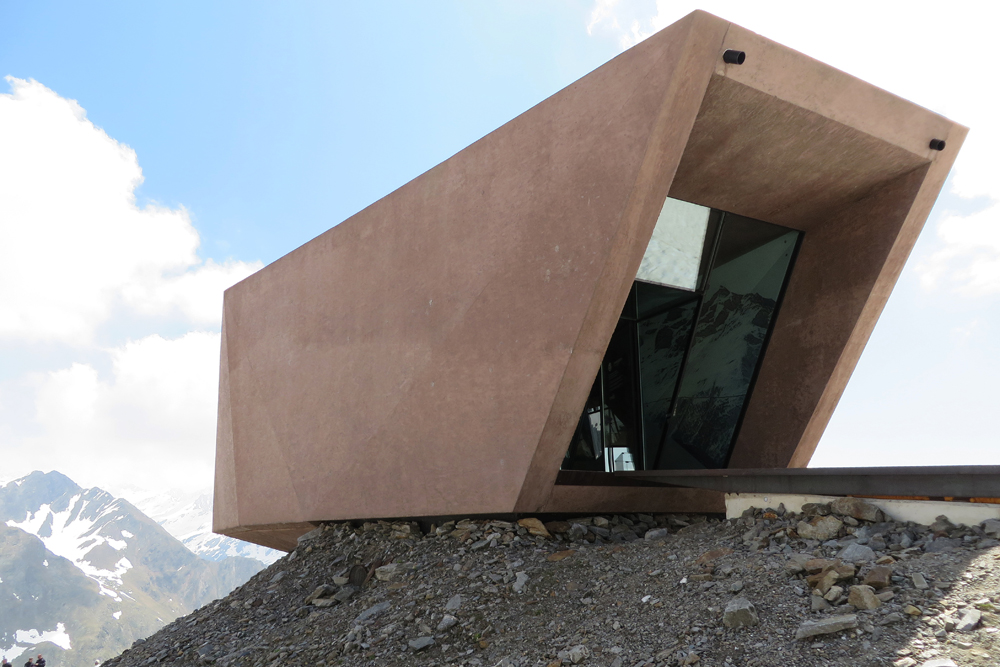
Passmuseum

Stavba silnice Timmelsjoch je považována za bod obratu v přechodu z ruční, na mechanizovanou výstavbu takovýchto silnic. Ačkoli členitý terén ne vždy umožňoval příjezdu techniky, provedla tato neocenitelné služby. Čtyři nasazené buldozery dokázaly vytvořit základ pro výstavbu silnice až v délce 150 metrů denně - ekvivalent práce na 130 mužů. Velkou část podkladu pro silnici bylo ale ve vysokohorském prostředí potřebné vytvořit ručně, jen pomocí rýčů, krumpáčů a koleček, což kladlo na pracovníky obrovské nároky.
Vzhledem k vysoké nadmořské výšce, bylo možné stavební práce provádět pouze v období od května do listopadu. Nicméně, byla vysokohorská silnice dokončena podle plánu. Za čtyři roky, z nichž pouze 17 měsíců byly skutečně prováděny stavební práce, byla dne 17. července 1959 cesta do Joch slavnostně otevřena.

## Provozní podmínky na silnici
Vysokohorská silnice do sedla je otevřena denně od 7 do 20 hodin. Vzhledem k vysoké nadmořské výšce, kterou silnice prochází, je tato silnice průjezdná přibližně od začátku června do konce října. Neexistují zde žádná omezení, pokud jde o použití silnice na rakouské straně. Nicméně, vzhledem k tomu, že na italské straně je silnice strmá, úzká, je zde spousta tunelů a mostních staveb, platí následující omezení:
- osobní automobily a motocykly - bez omezení
- velká obytná vozidla a nákladní automobily - max. celková hmotnost 8 tun, max. šířka 2,55 m, max. výška 4 m
- autobusy - max. celková délka 10 m, max. celková hmotnost 8 tun
- cyklisté mohou silnici používat pouze na vlastní nebezpečí a musejí být osvětleni
- vjezd vozidel s přívěsem je zakázán

Přesné datum otevření silnice záleží na sněhové situaci, popřípadě povětrnostním podmínkách. Po zimních měsících se ze silnice frézami odklízí sněhová vrstva až o síle 10 metrů. Jak je uvedeno výše, silnice se obvykle uzavírá od poloviny do konce října a otevírá se v období od poloviny května či počátkem června. Informace o otevření - uzavření silnice jsou zveřejněna na domovské stránce webu Timmelsjoch Hochalpenstessen AG.

## Rasthaus
Rasthaus Timmelsjoch, (restaurace) se nachází na vrcholu průsmyku v nadmořské výšce 2509 metrů. Restaurace je při průjezdné silnici otevřena denně od 7 do 20 hodin. Naleznete zde nabídku teplých jídel a osvěžujících nápojů po celý den.

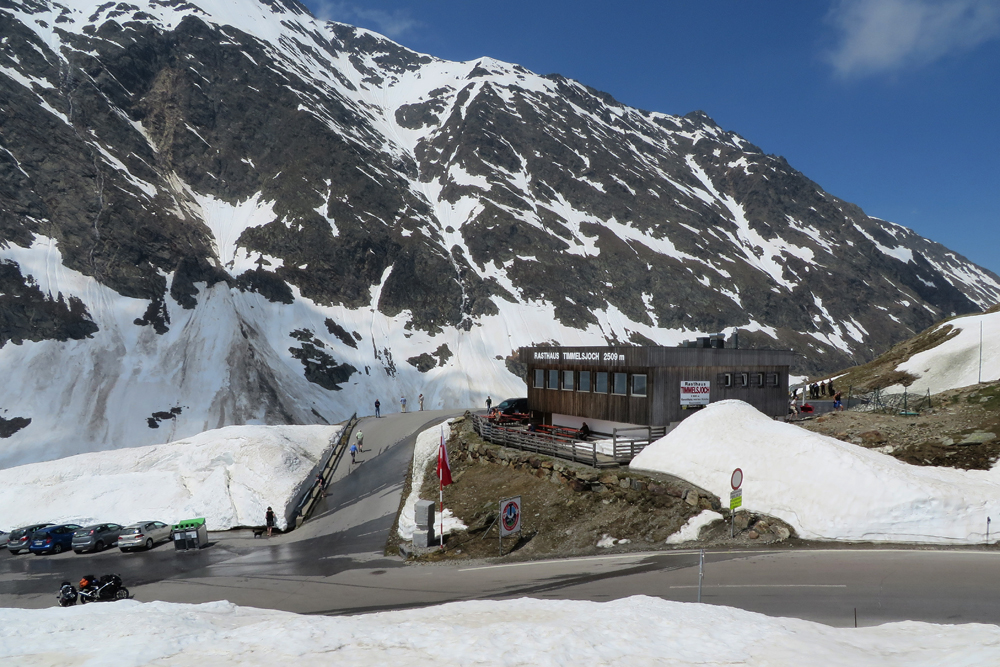
Horská chata v sedle

## Architektonické plastiky
U silnici Timmelsjoch se na několika místech nacházejí architektonické plastiky, ve kterých jsou informace o místním přírodním prostředí, historii a hospodářství regionu, kultuře, atd.
- Plastika Steg - při pohledu z této stavby se otevírá bezkonkurenční panorama, které nabízí nádherný výhled na třítisícové vrcholy přes údolí Ötztal.
- Plastika Schmuggler - tato stavba stojí v místě, kde se dnešní silnice protíná se starou stezkou.
- Plastika Passmuseum - stavba vzdávající hold průkopníkům a stavbařům dnešní silnice.
- Plastika Fernrohr - areál pod horou Scheibkopf nabízí nádherný, 180° panoramatický výhled na přírodní rezervaci.
- Plastika Granat - stavba dvou granátů slouží jako výstavní místnost s vyhlídkovou plošinou, odkud je nádherný výhled na obec Moos.

Vstup do všech architektonických plastik je zdarma.

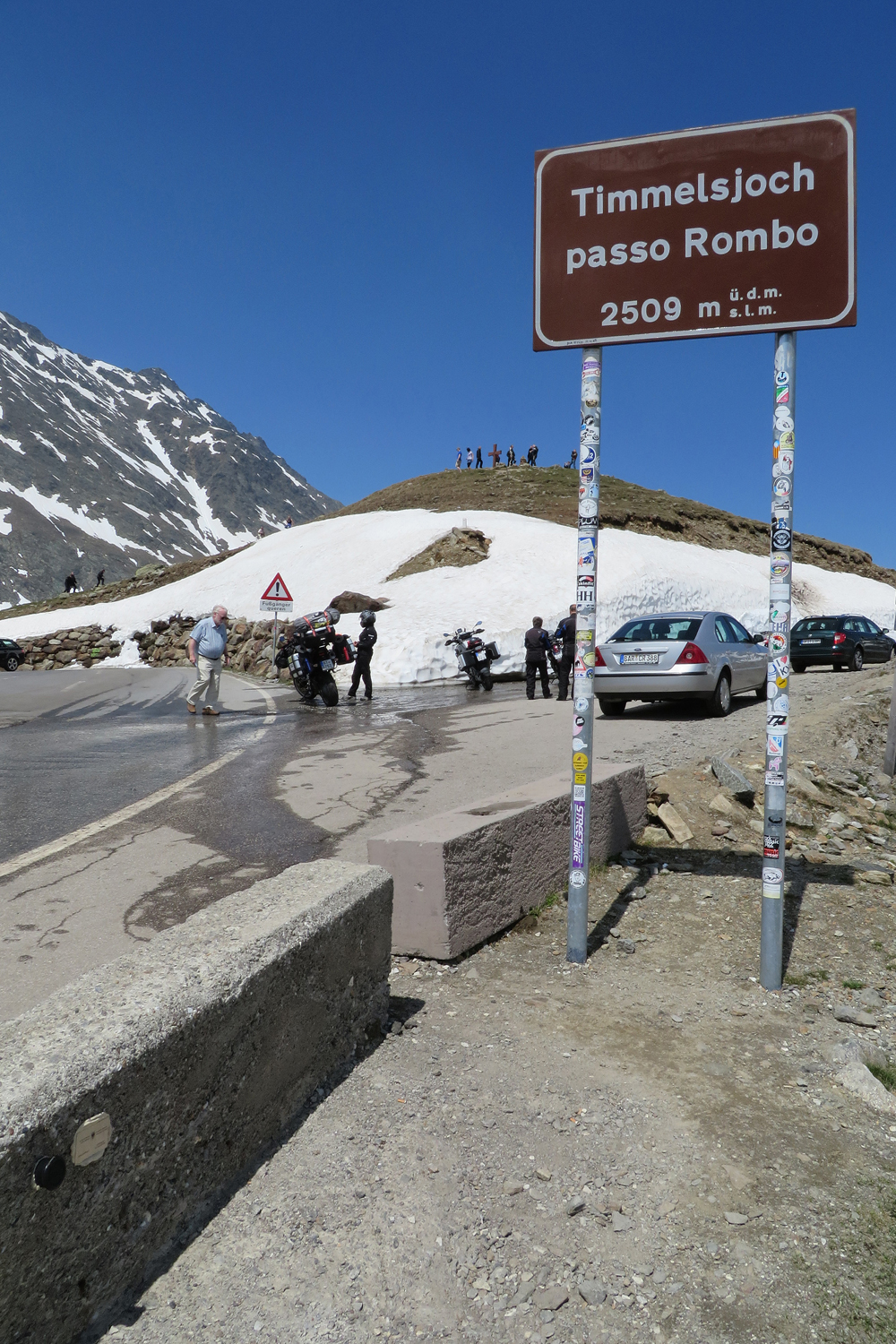
Typické označení silničního přechodu

## Poplatky
Silnice Timmelsjoch je pro motorová vozidla zpoplatněna dle níže uvedených poplatků (ceník pro rok 2013).
- Osobní vozidla do max. 9 míst včetně řidiče a obytné vozy do 3,5 tuny - jednosměrný poplatek 20,-€ | zpáteční 28,-€
- Motocykl - jednosměrný poplatek 12,-€ | zpáteční 14,-€ (při skupině nad 10 motocyklů je možnost požádat o skupinovou slevu)
- Ostatní vozidla, tedy obytné vozy a nákladní vozidla - jednosměrný i zpáteční poplatek 25,-€
- Autobusy, minibusy, taxi - cena za dospělou osobu 5,-€ | cena za osobu do 18 let 3,-€ | maximum však 100,-€ | minimum však 18,-€

Poplatek pro zpáteční jízdu může být využit i jiný den v daném roce, než kdy byl zakoupen.